# Корзеево
Корзе́ево (бел. Карзеева) — деревня в составе Черневского сельсовета Дрибинского района Могилёвской области Республики Беларусь.

## История
Упоминается в 1642 году как центр имения в Оршанском повете ВКЛ.

## Население
- 1999 год — 93 человека
- 2010 год — 54 человека